# Кисляков, Константин Сергеевич
Константин Сергеевич Кисляков (1913—2000) — передовик производства в машиностроении, токарь Харьковского турбинного завода имени С. М. Кирова, Герой Социалистического Труда (1960). Лауреат Сталинской премии (1952).

## Биография
Работал на Харьковском турбинном заводе имени С. М. Кирова с 1933 по 1991 год, где достиг значительных успехов в выполнении и перевыполнении производственных планов. Токарь-карусельщик паротурбинного цеха, первый многостаночник, обслуживавший одновременно до четырёх станков. Воспитал более 70 квалифицированных станочников.
Член ВКП(б) с 1942 года. Был делегатом XXI-го съезда КПСС; делегатом XVI-го съезда Компартии Украины на котором избирался кандидатом в члены ЦК и делегатом XVII, XVIII, XIX, XX, XXI, XXII, XXIII, XXIV съездов Компартии Украины, на которых избирался членом ЦК Компартии Украины.

## Награды и премии
- Сталинская премия третьей степени (1952) — за коренные усовершенствования методов производственной работы
- два ордена Ленина
- орден «Знак Почёта»[2]
- орден Октябрьской Революции
- Многие медали.